# Kostel svatého Michala (Malá Strana)
Kostel svatého Michala je někdejší kostel na Malé Straně v Praze. 

## Historie
Nacházel se v jezuitské zahradě na místě dnešní Strakovy akademie v Praze. Zahradu, v níž se nacházel i jezuitský „letní dům“ s kaplí sv. Ignáce, darovala roku 1600 jezuitům Marie Manrique de Lara y Mendoza, provdaná Pernštejnová. 
Roku 1785 objekt zakoupil jistý Bertoni, který z bývalého refektáře zřídil tančírnu. V roce 1786 byl kostel sv. Michala zbořen a v roce 1896 byla na tomto místě dokončena stavba Strakovy akademie. Součástí této budovy byla i kaple sv. Václava.